# Sinfonietta Regio
Die Sinfonietta Regio ist ein Sinfonieorchester mit Sitz in Alsdorf und wurde 1953 gegründet. Es ist Mitglied im Bundesverband Deutscher Liebhaberorchester (BDLO). und konzertiert in der Städteregion Aachen, in deren Umgebung und im benachbarten Ausland.

## Geschichte
Das Orchester wurde 1953 von Willy Kronen als Kammerorchester der VHS Alsdorf gegründet. 1979 ging es in die Trägerschaft der Stadt Alsdorf über und erhielt den Namen Städtisches Orchester Alsdorf. Es folgte 1998 die Namensänderung zu Sinfonietta Regio mit Trägerschaft durch Sinfonietta Regio e.V.

### Willy Kronen
Gründer und erster Dirigent des Orchesters war der Alsdorfer Musikpädagoge Willy Kronen. Die Besetzung entwickelte sich vom reinen Streichorchester zu einem Kammerorchester mit Bläsern. Zur Aufführung kamen Werke des Barock, der Mannheimer Schule und der Wiener Klassik. Es bestand eine enge Zusammenarbeit mit regionalen Chören und Solisten.

### Marius Suciu
Im Jahr 1983 übernahm der professionelle Cellist, Kapellmeister und Komponist Marius Suciu die Leitung. Er entwickelte das Ensemble zu einem komplett besetzten Sinfonieorchester und ermöglichte dadurch, große klassisch-romantische Werke aufzuführen, wie beispielsweise die ersten acht Beethovensinfonien, Sinfonien von Brahms, Schubert und Tschaikowsky. Als Hommage an die Stadt Alsdorf komponierte Suciu das Werk „Solfard – Alsdorf 800“, das anlässlich der 800-Jahr-Feier der Stadt Alsdorf durch Sinfonietta Regio uraufgeführt wurde.

### Jeremy Hulin
Seit 2008 ist die musikalische Leitung in Händen von Jeremy Hulin. Nach Kapellmeistertätigkeiten an den Theatern in Ulm, Pforzheim und Aachen leitete er die Opernklasse am Conservatorium Maastricht. Seine Liste von Dirigaten umfasst zahlreiche Premieren und Auszeichnungen am Theater Aachen. Unter seiner Führung öffnete sich Sinfonietta Regio für ein breiteres Repertoire und alternative Aufführungsformen.

## Struktur und Organisation
Das Orchester besteht inzwischen aus 60 bis 70 ehrenamtlich tätigen Musikern, darunter Schüler, Studenten, professionell Musizierende und andere Berufstätige. Das Alter liegt zwischen 14 und 79 Jahren mit einem Mittelwert von 44 Jahren (Stand 2020). Die Organisation erfolgt durch den von allen Mitgliedern gewählten Vorstand des Trägervereins Sinfonietta Regio e.V. Die für die Konzerte notwendigen Ausgaben werden finanziert durch Spenden, Mitgliedsbeiträge und Konzerteinnahmen.

## Künstlerische Tätigkeit
Das Orchester gibt jährlich etwa 6 bis 8 Konzerte in der Städteregion Aachen und erhält darüber hinaus Einladungen zu Aufführungen in der Umgebung, z. B. nach Mönchengladbach, Hückelhoven, Jülich, Venlo, Reims oder Lüttich.
Das Repertoire umfasst sinfonische Werke aus Klassik, Romantik und Moderne ebenso wie aktuelle Unterhaltungs- und Filmmusik.
Das Orchester arbeitet immer wieder mit Solisten zusammen, wie Georg Friedrich Schenck, Detmar Kurig und Luis Castellanos. Kooperationen gab es u. a. mit dem Jungen Chor Aachen und seinem Leiter Fritz ter Wey sowie mit der Bürgerstiftung Lebensraum Aachen Durch regelmäßige pädagogische Projekte wie z. B. das Jugendprojekt Gib mir ein A! werden besonders jugendliche Musiker an sinfonische Musik und das Orchesterspiel herangeführt. 2019 wirkte das Orchester bei der Produktion des Films Lauras Stern der Westside Filmproduktion mit.